# 파퍼

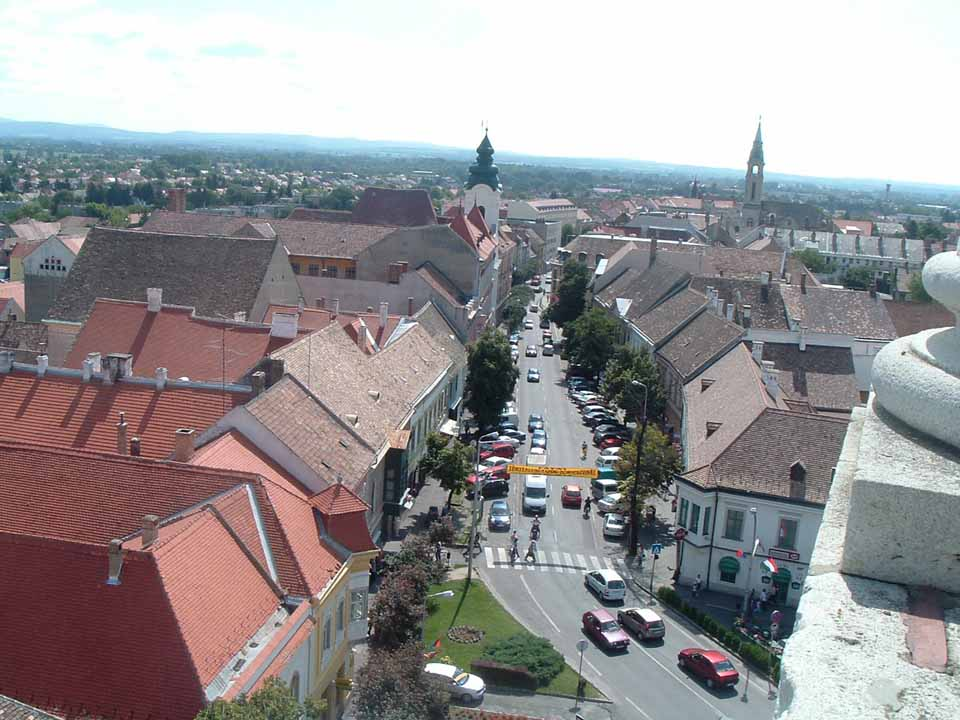
파퍼

파퍼(헝가리어: Pápa)는 헝가리 베스프렘 주에 위치한 도시로 면적은 91.47km2, 인구는 33,214명(2004년 기준), 인구 밀도는 363.11명/km2이다.
버코니(Bakony) 언덕 북쪽 기슭에 위치하며 바로크 건축 양식으로 유명한 도시이다. 1061년 문헌에 처음 등장했다.

시 문장

## 자매 도시
- 네덜란드 캄펀
- 슬로바키아 루체네츠
- 폴란드 고를리체
- 루마니아 코바스나
- 이탈리아 카살레키오디레노
- 독일 슈베칭겐
- 독일 라이네펠데보르비스